# Prorhinia dendrellaria
Prorhinia dendrellaria är en fjärilsart som beskrevs av Swinhoe 1893. Prorhinia dendrellaria ingår i släktet Prorhinia och familjen mätare. Inga underarter finns listade i Catalogue of Life.